# Knattspyrnudeild Íþróttabandalag Vestmannaeyja (femminile)
Il Knattspyrnudeild Íþróttabandalag Vestmannaeyja, meglio noto come ÍBV Vestmannaeyja o semplicemente ÍBV, è una squadra di calcio femminile, sezione della società polisportiva islandese Íþróttabandalag Vestmannaeyja, avente sede nella cittadina di Vestmannaeyjar, comune della regione di Suðurland, nelle isole Vestmann. Partecipa all'Úrvalsdeild kvenna, massimo livello del campionato nazionale.

## Storia
La squadra di calcio femminile dell'ÍBV iniziò a disputare il suo primo campionato nel 1993, iscritta al 2. deild kvenna,  l'allora denominazione del secondo livello del campionato islandese femminile di calcio, rinunciando però dopo soli cinque incontri. Ciò nonostante la società decise di continuare l'esperienza nel settore iscrivendo nuovamente la squadra al campionato successivo. Iscritta dal 1995 alla 1. deild kvenna, divenuta da quell'anno secondo livello del campionato, acquistò competitività nei due anni successivi, riuscendo a conquistare la promozione in Úrvalsdeild kvenna al termine del 1996.
La squadra giocò fino al termine della stagione 2004, anno in cui conquista il suo primo trofeo,  la coppa d'Islanda, rimanendo inattiva per due anni prima di essere ricostituita nel 2007 iscrivendola all'edizione di quell'anno della Coppa d'Islanda. Dal 2008 torna a disputare anche il campionato islandese, iniziando nuovamente dalla 1. deild kvenna, Ottenendo nuovamente la promozione al termine del campionato 2010 e tornando così a giocare in Úrvalsdeild kvenna.
Nel 2017 conquista la sua seconda coppa di Islanda battendo in finale ai tempi supplementari e con il risultato di 3 a 2 le rivali dello Stjarnan.
Nel novembre 2018 la società annuncia di avere affidato la direzione tecnica della squadra a Jón Óli Daníelsson, in sostituzione di Ian Jeffs che ha assunto l'incarico di Vice allenatore della nazionale di calcio femminile dell'Islanda.

## Palmarès
- Campionato islandese femminile di seconda divisione: 1

2010
- Coppa d'Islanda: 2

2004, 2017
- Supercoppa islandese: 1

2012
- Deildabikar kvenna: 2

2004, 2016

## Organico

### Allenatori
- Sveinn Sveinsson (1993)
- Miroslaw Mojsiuszko (1994-1995)
- Sigurlás Þorleifsson (1996-1998)
- Heimir Hallgrímsson (1999-2001)
- Elísabet Gunnarsdóttir (2002)
- Heimir Hallgrímsson (2003-2004)
- Jón Ólafur Daníelsson (2007-2014)
- Ian Jeffs (2015-2018)
- Jón Óli Daníelsson (2018-)

Fonte: